# Distrikt Omacha
Der Distrikt Omacha liegt in der Provinz Paruro in der Region Cusco in Südzentral-Peru. Der Distrikt wurde am 2. Januar 1857 gegründet. Er besitzt eine Fläche von 427 km². Beim Zensus 2017 lebten 5972 Einwohner im Distrikt. Im Jahr 1993 lag die Einwohnerzahl bei 5531, im Jahr 2007 bei 6453. Die Distriktverwaltung befindet sich in der etwa 4260 m hoch gelegenen Ortschaft Omacha mit 409 Einwohnern (Stand 2017). Omacha liegt 35 km südsüdöstlich der Provinzhauptstadt Paruro.

## Geographische Lage
Der Distrikt Omacha befindet sich im Andenhochland im äußersten Süden der Provinz Paruro. Der Río Apurímac und der Río Livitaca begrenzen den Distrikt im Osten. Der Río Velille durchquert den Westen des Distrikts in nördlicher Richtung.
Der Distrikt Omacha grenzt im Südosten und im Südwesten an die Distrikte Livitaca und Chamaca (beide in der Provinz Chumbivilcas), im Westen an die Distrikte Colquemarca und Capacmarca (beide ebenfalls in der Provinz Chumbivilcas), im Norden an die Distrikte Accha und Pillpinto sowie im Osten an die Distrikte Acos und Pomacanchi (beide in der Provinz Acomayo).

## Ortschaften
Neben dem Hauptort gibt es folgende größere Ortschaften im Distrikt:
- Antapallpa (527 Einwohner)
- Antayaje (295 Einwohner)
- Checcapucara (554 Einwohner)
- Huillque (335 Einwohner)
- Huasquillay (141 Einwohner)